# Ескабече

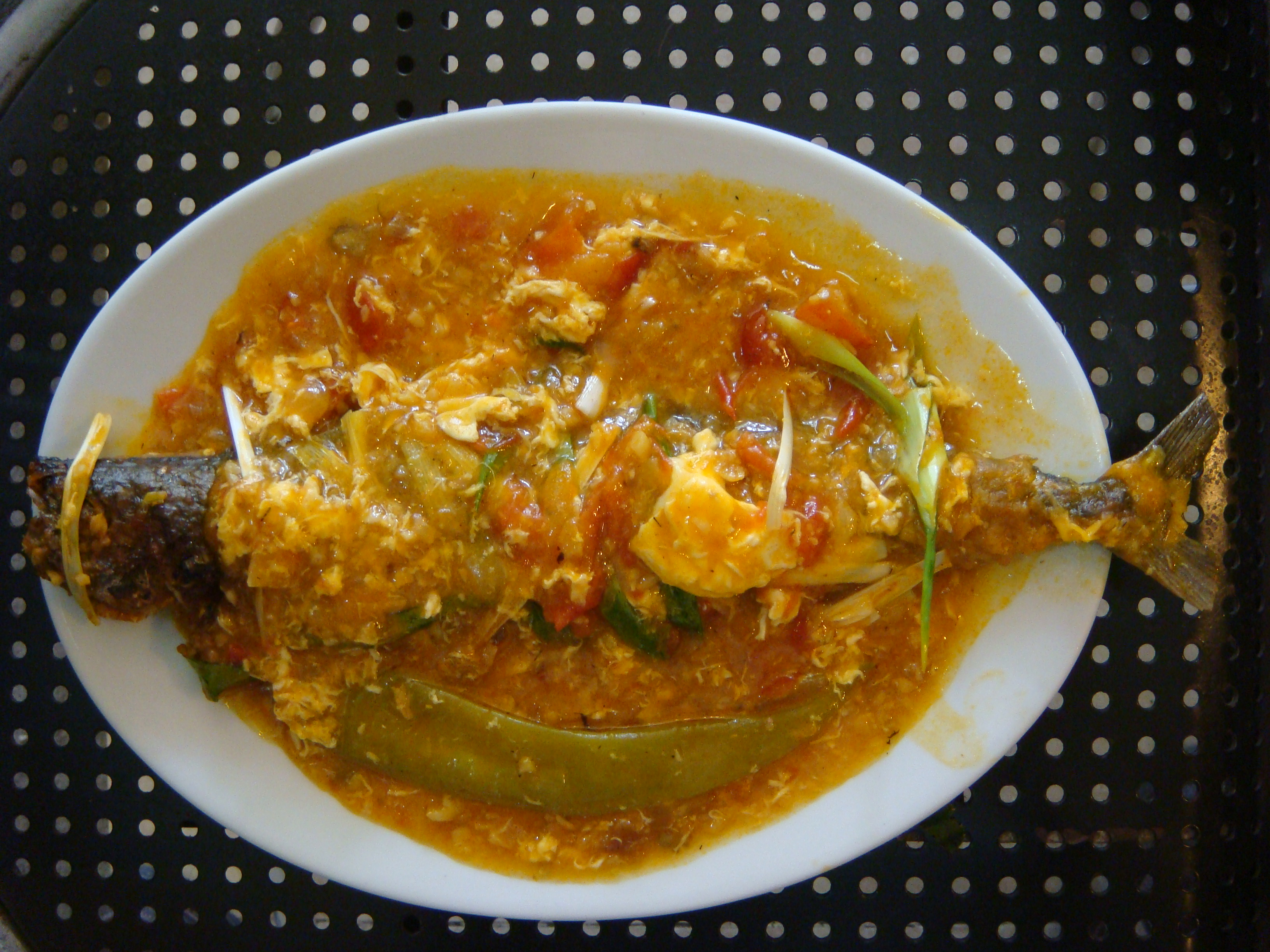
Ескабече

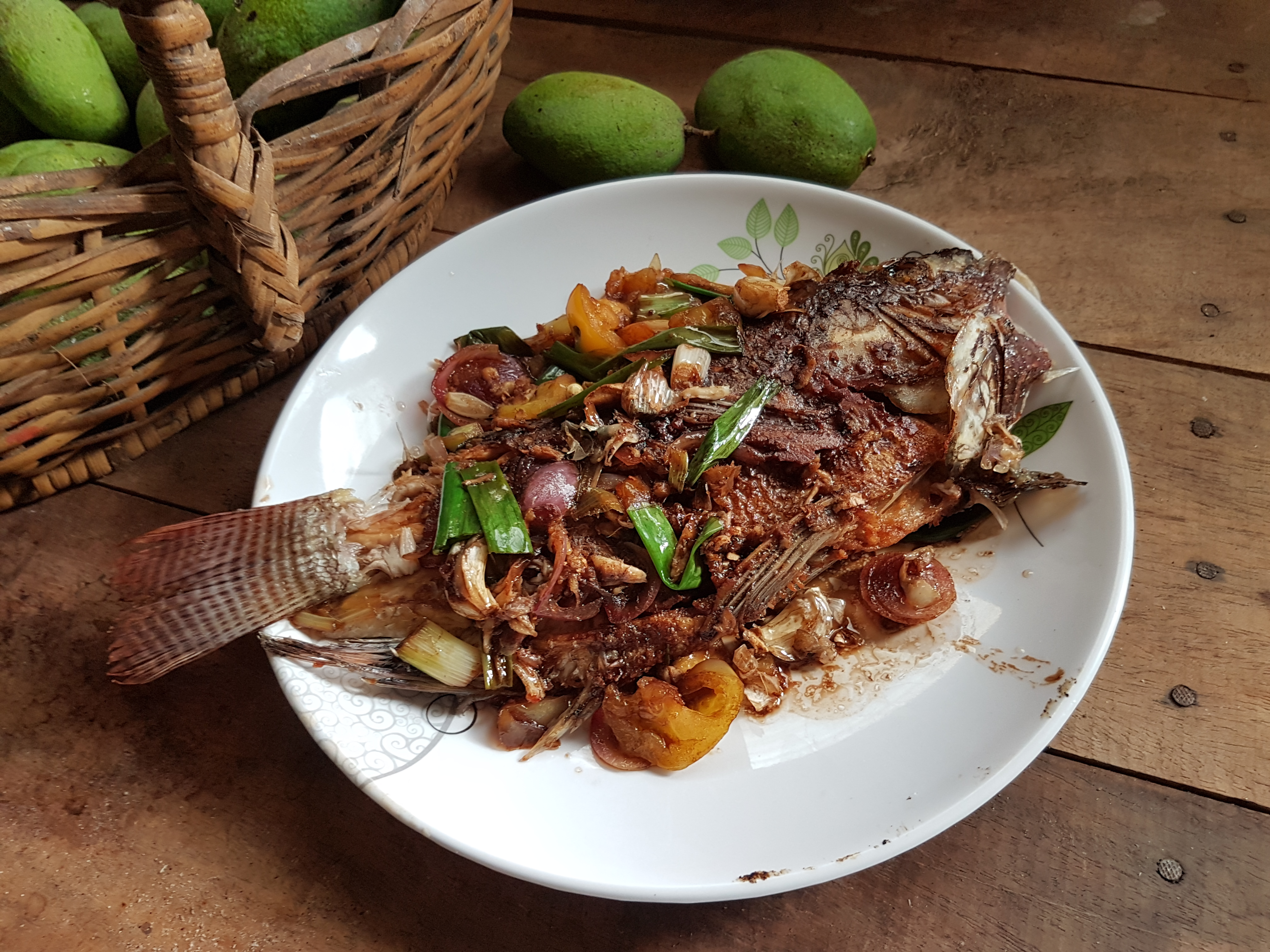
Ескабече з тілапії (Філіппіни)

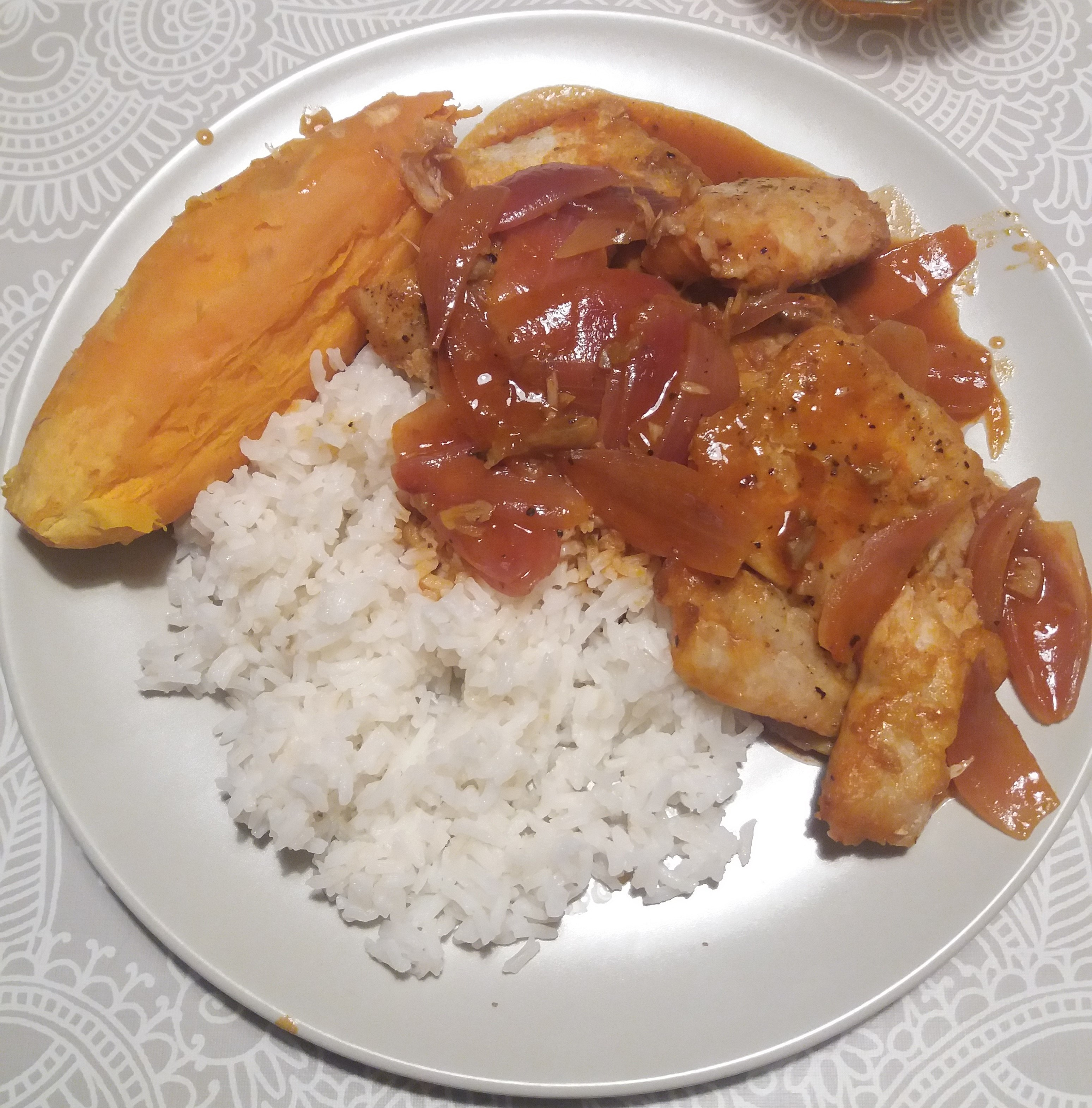
Ескабече з Перу

Ескабече (ісп. escabeche) —це спосіб консервування продуктів в оцті. Це також назва їжі, отриманої за допомогою цього процесу. Метод обробки маринованої їжі входить до операцій, відомих у кулінарії як маринування, і ця техніка в основному складається з попереднього приготування з використанням бульйону з оцту, смаженої олії, вина, лаврового листа та горошин перцю.
Це також назва багатьох страв іспанської, португальської та латиноамериканської кухонь, які можуть готуватися з риби, морепродуктів або м'яса (курки, кролика, свинини), маринованих та приготованих в кислому соусі (зазвичай з оцтом) з іспанською паприкою (ісп. pimenton), часто з лимоном та іншими спеціями.

## Назва
Іспанське та португальське слово escabeche можливо походить від андалузької арабської, якою розмовляли у мусульманській Іспанії та, зрештою, перської. Походить від аль-сікбадж (السكباج), є назвою популярної м'ясної страви, приготованої в кисло-солодкому соусі, як правило, з оцтом, медом або фініковою патокою. Ця техніка поширилася по всій території колишньої Іспанської імперії, особливо в Латинській Америці та на Філіппінах.
Страва відома на Ямайці як риба escoveitch або escoveech. Вона маринується в соусі з оцту, цибулі, моркви та перцю.
В Італії ця страва відома як escabecio, scapece чи savoro, в Греції (особливо на Іонічних островах) — як savoro, в Північній Африці — як scabetche.

## Варіанти
Страва поширена в Іспанії, і з певними місцевими модифікаціями в усьому іспаномовному світі. Вона добре відома в Португалії, зазвичай приправлена перцем, чилі, цибулею, часником та нарізаною морквою. На Філіппінах та Гуамі, двох колишніх іспанських колоніях, страва є найближчою до оригінальної іспанської версії: тут використовують місцеву рибу, але дотримуються оригінальної техніки.
В Уругваї та Аргентині, ескабече — це типова страва, яка використовується для консервування риби, молюсків, птиці, м'яса та деяких овочів (особливо популярними є баклажани (ісп. berenjenas al escabeche)).
У міжнародних варіантах ескабече зазвичай смажать, а потім подають холодним після маринування в холодильнику протягом ночі або й довше. Кислота маринаду, як правило, надається оцтом, іноді цитрусовим соком.
Ескабече — це популярна подача консервованих риб, таких як скумбрія, тунець або сардини.